# Idée
Pour les articles homonymes, voir Idée (homonymie).
 (octobre 2014).

L'ampoule qui s'allume est souvent utilisée pour représenter la venue d'une idée, notamment dans les bandes dessinées.

Selon le Trésor de la langue française informatisé, le terme idée (du grec ἰδέα idéa) évoque « ce que l'esprit conçoit ou peut concevoir, [...] tout ce qui est représenté dans l'esprit, par opposition aux phénomènes concernant l'affectivité ou l'action ».

## Usage et applications
Dans le langage courant et plus particulièrement en créativité heuristique, une idée est une solution nouvelle et adaptée au problème de l'interlocuteur (quelque chose qui résout son problème de façon inattendue, quelque chose d'efficace à quoi il n'avait pas pensé ou qu'il n'avait pas envisagé).

### Management
En management, c'est une suggestion d'amélioration faite par un des collaborateurs. C'était hier la boîte à idées. C'est aujourd'hui, dans le cadre de l'innovation participative, le système de management des idées, appuyé le plus souvent par un logiciel installé sur l'intranet de l'entreprise.

### Créativité publicitaire
En créativité publicitaire, l'idée est alors synonyme de concept : c'est l'idée-force qui va étonner et faire passer le message voulu.

### Créativité managériale
De façon un peu plus technique, et en fonction de la nature du problème abordé, on doit distinguer méthodologiquement, trois grandes catégories d'idées :
- les idées de solution ;
- les idées d'innovation ;
- les idées de stratégie.

## Philosophie

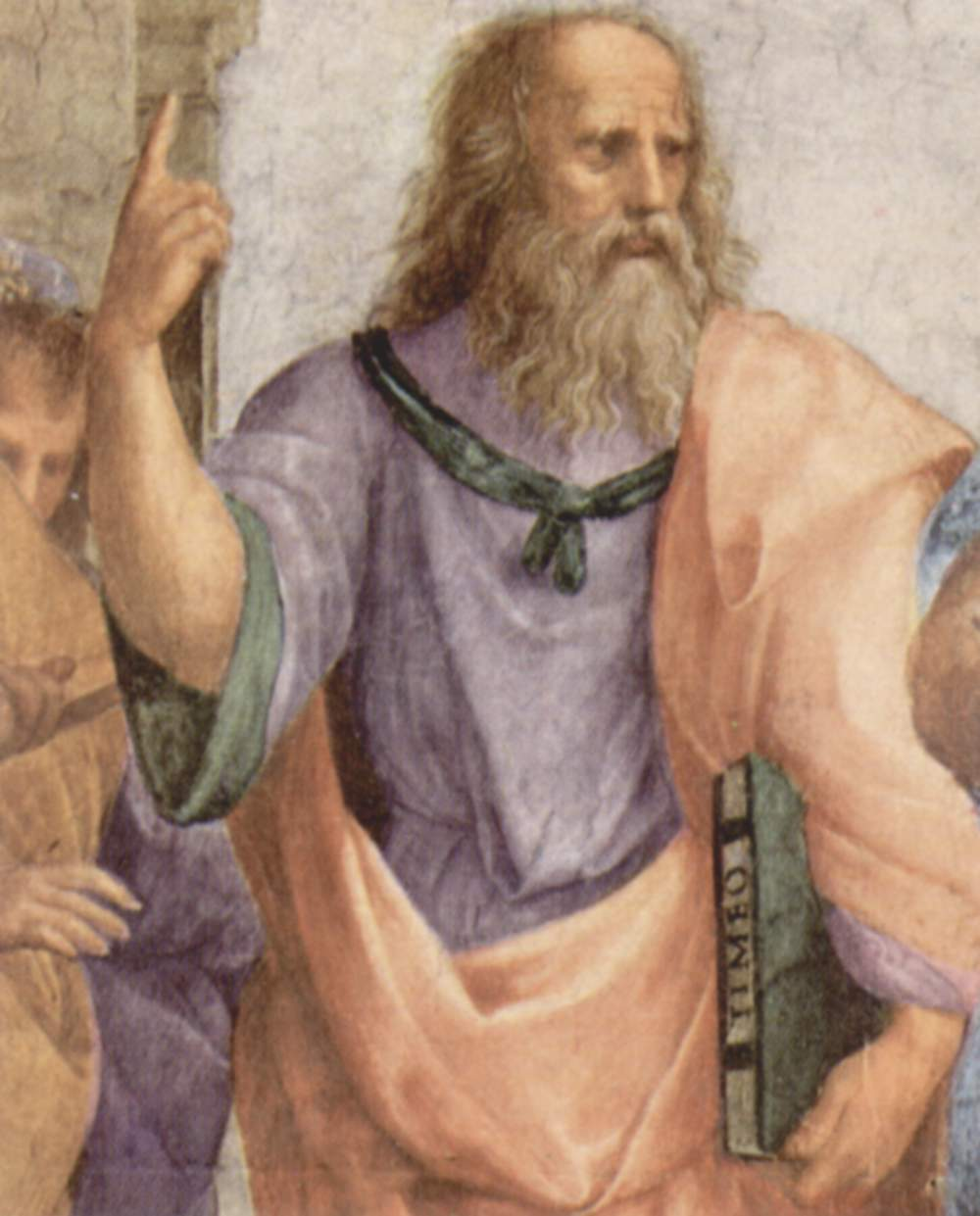
Platon, tenant en main son Timée, désigne le Ciel, arrière-monde des Idées (idéal platonicien transcendant le réel).
Fresque de L'École d'Athènes par Raphaël.

L'idée est une notion fondamentale en philosophie.
Au sens contemporain, une idée est un contenu mental. Naïvement, on peut dire que l'idée arrive spontanément dans la tête de celui qui pense, et qui pourrait s’exclamer « j’ai une idée ! ». Elle n'a donc pas d'existence propre, en dehors de l'esprit qui la pense. Elle fait partie du monde intérieur, par opposition au monde extérieur des choses que l'on peut percevoir par nos sens. 
En revanche, selon Platon, les Idées ne sont pas dépendantes de celui qui les pense. Elles désignent au contraire ce qui dans la réalité est le plus réel, c'est-à-dire l'essence des choses. L'essence est ce qui fait qu'une chose est ce qu'elle est, ce sans quoi elle ne peut ni être ni être conçue. Les Idées désignent donc pour Platon ce qui demeure stable et permanent dans la réalité, par-delà les variations des phénomènes. En ce sens, on peut parler d'un « monde intelligible » formé par les Idées (dans le texte, Platon parle de « lieu intelligible », car dans sa perspective grecque le monde (ou cosmos) est un tout unique). Ce « monde » est en vérité le principe du monde des apparences sensibles (les phénomènes), au sens où celles-ci ne sont jamais que des variations apparentes. Ainsi, les Idées ne sont pas étrangères au sensible, mais on ne peut les comprendre sans penser. Seule l'intelligence, le noûs, peut contempler les Idées, au moyen de la philosophie dialectique. Selon Jean-François Pradeau, « idéa désigne la réalité ou nature intelligible, quand eîdos désigne la forme de cette réalité, telle qu'on peut la retrouver dans les choses sensibles qui y participent (comme on retrouve la forme du beau dans les belles choses) ».

### Philosophie
- John Locke, Essai sur l'entendement humain, 1690.
- David Hume, Traité de la nature humaine, 1739-1740.
- André Motte, Christian Rutten et Pierre Somville (éds.), Philosophie de la forme : eidos, idea, morphé dans la philosophie grecque des origines à Aristote, Louvain, Peeters, 2003.
- Bernard Collette-Dučič et Bruno Leclercq (éds.), L’idée de l’idée. Éléments de l’histoire d’un concept, Louvain, Peeters, 2012.
- Henri-Dominique Saffrey, « Origine, usage et signification du mot IDEA jusqu'à Platon », IDEA, VI Colloquio Internazionale, Roma, 5-7 gennaio 1989 (Lessico intellettuale Europeo, 51), a cura di M. Fattori e M. L. Bianchi, Roma, Edizioni dell'Ateneo, 1990, pp. 1-11.
- Jacques Schlanger, Le jeu des idées, collection « Hermann Philosophie », Éditions Hermann, 2010.

### Management
- Isaac Getz & Alan G. Robinson, Vos idées changent tout ! Le secret de la réussite durable, Éditions d'Organisation, 2003.  (ISBN 270812871X).

### Créativités heuristique
- Guy Aznar, Idées : 100 techniques de créativité pour les produire et les gérer, Éditions d'Organisation, 2005.
- Luc de Brabandère, Le management des idées, Dunod, 1998,  (ISBN 2-10003-606-8).
- Luc de Brabandère et Anne Mikolajczak, Le Plaisir des idées, Dunod, 1994.  (ISBN 2-10-002471-X)

### Créativité publicitaire
- Philippe Halsmann, Halsmann on the Creation of Photographic Ideas, Ziff-Davis Publishing Company, New York, 1961.
- James Webb Young, A Technique for Producing Ideas, 1940, McGraw-Hill Trade, 2003.  (ISBN 0-07141-094-5)